# Luciano Galletti
Luciano Martín Galletti (ur. 9 kwietnia 1980 w La Placie) – argentyński piłkarz grający na pozycji prawego pomocnika lub napastnika.
Ze względu na pochodzenie przodków posiada również obywatelstwo włoskie.

## Kariera klubowa
Galletti pochodzi z miasta La Plata. Karierę piłkarską rozpoczynał w tamtejszym klubie Estudiantes La Plata, w którym w latach 70. grał jego ojciec, Rubén Horacio Galletti. Przechodził przez kolejne szczeble drużyn juniorskich, a w 1997 roku został włączony do kadry pierwszego zespołu i zadebiutował wtedy w lidze argentyńskiej. W Estudiantes grał bez większych sukcesów przez 2 sezony, a latem 1999 trafił do włoskiej Parmy, ale nie przebił się do podstawowego składu i nie rozgrywając żadnego meczu został wypożyczony do SSC Napoli i przez pół roku grał w Serie B. W 2000 roku Luciano wrócił do Estudiantes, w którym był czołowym zawodnikiem i strzelił 9 goli w całym sezonie.
Latem 2001 Galletti przeszedł do hiszpańskiego Realu Saragossa. W Primera División zadebiutował 26 sierpnia w przegranym 1:2 wyjazdowym meczu z Espanyolem Barcelona. W drużynie z Saragossy wywalczył miejsce w podstawowej jedenastce, jednak Real zajął ostatnie 20. miejsce w lidze i spadł od Segunda División. Galletti, pomimo kilku ofert, nie opuścił klubu i pomógł mu powrócić w szeregi ekstraklasy, a już w sezonie 2003/2004 wywalczył Puchar Hiszpanii.
Latem 2005 za 2,5 miliona euro Galletti został kupiony przez Atlético Madryt. W jego barwach zadebiutował 28 sierpnia w zremisowanym 0:0 meczu z Saragossą. W całym sezonie był jednym z jaśniejszych punktów madryckiego klubu i zajął z nim 10. pozycję w lidze. W sezonie 2006/2007 także miał pewne miejsce na prawym skrzydle klubu prowadzonego przez meksykanina Javiera Aguirre. Latem 2007 roku został sprzedany do Olympiakosu Pireus za 2,7 mln euro. W sezonie 2008/2009 w 26 meczach zdobył 14 goli i wspólnie z Ismaelem Blanco został królem strzelców ligi. W 2010 roku zakończył karierę z powodu kontuzji kolana.
W 2013 roku Galletti wrócił do uprawiania piłki nożnej i podpisał kontrakt z klubem OFI 1925.
| Sezon   | Klub                 | Kraj      | Rozgrywki        | Mecze | Bramki |
| ------- | -------------------- | --------- | ---------------- | ----- | ------ |
| 1997/98 | Estudiantes La Plata | Argentyna | Primera División | 13    | 1      |
| 1998/99 | Estudiantes La Plata | Argentyna | Primera División | 24    | 1      |
| 1999/00 | AC Parma             | Włochy    | Serie A          | 0     | 0      |
| 1999/00 | SSC Napoli           | Włochy    | Serie B          | 11    | 2      |
| 2000/01 | Estudiantes La Plata | Argentyna | Primera División | 28    | 9      |
| 2001/02 | Real Saragossa       | Hiszpania | Primera División | 27    | 2      |
| 2002/03 | Real Saragossa       | Hiszpania | Segunda División | 37    | 8      |
| 2003/04 | Real Saragossa       | Hiszpania | Primera División | 34    | 3      |
| 2004/05 | Real Saragossa       | Hiszpania | Primera División | 37    | 2      |
| 2005/06 | Atlético Madryt      | Hiszpania | Primera División | 26    | 1      |
| 2006/07 | Atlético Madryt      | Hiszpania | Primera División | 35    | 4      |
| 2007/08 | Olympiakos SFP       | Grecja    | Alpha Ethniki    | 24    | 3      |
| 2008/09 | Olympiakos SFP       | Grecja    | Alpha Ethniki    | 26    | 14     |
| 2009/10 | Olympiakos SFP       | Grecja    | Alpha Ethniki    | 9     | 2      |
| 2013/14 | OFI 1925             | Grecja    | Alpha Ethniki    |       |        |

## Kariera reprezentacyjna
W 1999 roku z młodzieżową reprezentacją Argentyny Galletti wywalczył młodzieżowe mistrzostwo Ameryki Południowej. Został królem strzelców tamtego turnieju zdobywając więcej bramek od takich tuzów jak Ronaldinho czy Roque Santa Cruz.
W pierwszej reprezentacji Argentyny Galletti zadebiutował 13 lutego 2002 w zremisowanym 1:1 meczu z Walią. Od kilku lat w reprezentacji występuje jednak sporadycznie i m.in. nie wywalczył sobie miejsca w 23-osobowej kadrze na Mistrzostwa Świata w Niemczech.